# Gabinet Loutsch
El Gabinet Loutsch va formar el govern de Luxemburg del 6 de novembre de 1915 al 24 de febrer de 1916.

## Antecedents
Després de la dimissió de Mathias Mongenast i els seus col·legues, la Gran Duquessa Maria Adelaida nomena un nou gabinet compost únicament per membres del Partit de la Dreta. Mentre
situació política i econòmica s'està convertint cada vegada més tensa i requereix mesures dràstiques i impopulars, el gabinet Loutsch no pot dependre d'una majoria a la Cambra de diputats -20 diputats de la dreta, contra 32 de l'esquerra-. Per trencar l'estancament, Maria Adelaida decideix dissoldre la Cambra convocar
noves eleccions el 23 de desembre de 1915. Tot i que el Partit de la Dreta va incrementar la seva representació de 20 a 25 escons, no arribaven a ser majoria. El govern de Hubert Loutsch va perdre un vot de confiança l'11 de gener de 1916 i va dimitir en ple.

## Composició
- Hubert Loutsch: Ministre d'Estat, cap de Govern, director general de Finances
- Guillaume Soisson: Director General d'Obres Públiques i Agricultura
- Edmond Reiffers: Director General de Finances i Educació pública
- Jean-Baptiste Sax: Director General de Justícia i de l'Interior